# Fort Fetterman
Fort Fetterman est un ancien poste militaire de la US Army établi en 1867 dans le Territoire du Dakota, à une quinzaine de kilomètres au nord-ouest de la ville actuelle de Douglas dans le Wyoming. Après l'abandon des forts Reno, C. F. Smith et Phil Kearny le long de la piste Bozeman, Fort Fetterman devient une position de premier ordre au cœur du pays amérindien et sert de base pour plusieurs opérations contre les Indiens des Plaines.
Il a été nommé en l'honneur du capitaine William J. Fetterman tué en décembre 1866 près de Fort Phil Kearny lors du « massacre de Fetterman ».